# 거미학

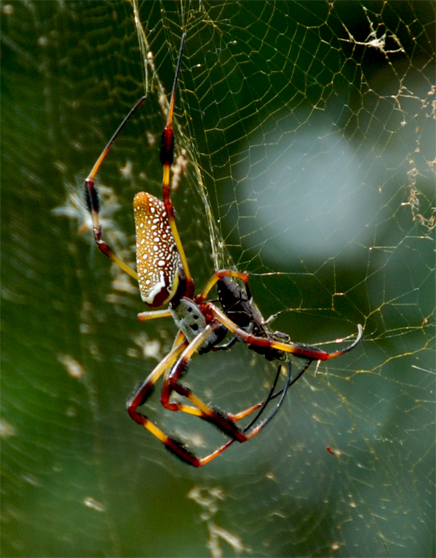

거미학(-學, Arachnology)은 거미에 관한 걸 연구하는 학문이다.

## 같이 보기
- 곤충학